# الد عمكي

تعديل مصدري - تعديل

الد عمكي هي إحدى قرى عزلة أحور بمديرية أحور التابعة لمحافظة أبين، بلغ تعداد سكانها 25 نسمة حسب تعداد اليمن لعام 2004.